# 멋지다! 마사루
《섹시코만도 외전: 멋지다! 마사루》(セクシーコマンドー外伝 すごいよ!!マサルさん 세쿠시코만도가이덴 스고이요 마사루산[*])는 우스타 교스케의 개그 만화이다.

## 개요
원제는 《섹시 코만도 외전 - 멋지다! 마사루》
주간 소년 점프에 1995년부터 1997년까지 연재되었으며, 전 79화, 단행본 7권. 누계 700만 부 이상이 팔렸다. 1998년에는 애니메이션화가 되는 등의 인기를 끈 우스타 쿄스케의 대표작이다.

## 줄거리
후지먀아 오코데츠부는 현립 미역 고등학교로 전학을 오면서 새로운 친구를 잔뜩 사귀자고 결심한다. 그러나 학교의 괴상한 명물 하나나카지마 마사루의 자리에 배정을 받게 되고, 이로 인해 도저히 정상인으로 보이지 않는 마사루와 얽히게 된다.
이로 인해 정상인인 다른 친구들이 후지야마도 피하기 시작하고, 마사루는 지난 3개월 동안 있었던 일을 말해준다. 그는 3개월 동안 ‘섹시코만도’라는 격투기를 배웠다는 것. 결국 마챠히코, 이소베 등을 만나게 되면서 ‘섹시코만도부’(한국어판 애교코만도)를 결성하게 된다.

## 등장인물
- 하나나카지마 마사루(花中島 マサル 한국 : 마사루 성우 : 우에다 유지 / 김장)

본 작품의 주인공. 미역고등학교 2학년. 여름 방학때 시골에서 으흥보고서라는 책을 발견하고 섹시코만도라는 격투기에 눈을 뜨게 된다. 그 후 3개월간 수련을 한 뒤 학교에 돌아와 가라데부를 없애고 섹시코만도부를 만든다. 학교에서는 사이코라고 불리고 있으며, 알 수 없는 옷차림에 알 수 없는 말투. 그리고 알 수 없는 노래등을 부르고 다닌다. 모든 격투기에 능하며, 광적인 수염 매니아이다.
어깨에 있는 링은 산속에서 훈련중에 외계인으로 추정되는 자들에게 빼앗았다. 이 링은 선글라스를 변색시키고 카운터 계산기 등에 놔두면 ‘살려줘요!’라는 메시지가 뜬다. 게다가 착용시와 착용전의 헤어스타일도 달라진다.
- 후지야마 오코데츠부(藤山 起目粒 한국 : 홍수일 성우 : 카네마루 준이치 / 현경수)

별명 후밍 (한국 : 후멍)
섹시코만도 부원중 가장 정상적인 인간. 주위 섹시코만도부원들 때문에 괴상한 사건이나 행동에 말려들게 된다. 고양이를 매우 좋아한다.
- 콘도 마챠히코(近藤 真茶彦 한국 : 차대명 성우 : 이치죠 카즈야 / 정재헌)

통칭 마챠히코
가라데부 부장이었으나 폐쇄 직전에 마사루에게 인수당하고 졸지에 섹시코만도부 부원이 되었다.‘네가 남자라면~ ’이란 대사에 상당히 약해, 마사루에게 이용당하기도 한다. 가라데 실력이 상당했으며 섹시코만도에도 소질이 있다.
- 이소베 츠요시(磯辺 強 한국 : 강호룡 성우 : 나가시마 유이치 / 시영준)

별명 캐서린 (한국 : 샤론)
이름에 맞지 않게 매우 허약한 몸을 가지고 있다. 머슬 보디를 존경해 몸을 키우려하지만, 정작 하는 것은 ‘츠요시 특제 근육강화제’를 개발하여 대량으로 복용하는 것 뿐. 이 약을 먹으면 얼굴이 창백해지면서 ‘오크라데이션’이라고 외치게 된다. 효과는 없는듯 하다.
야구에 소질이 있으며, 야구 명문인 이중학교에서 에이스를 맡았다고 한다.
- 사카키바라 노부유키(さかきばら のぶゆき 한국 : 조춘 성우 : 이노우에 카즈히코 / 송두석)

별명 다나카 수잔 후미코 (한국 : 사미자)
미역고등학교의 교장. 섹시코만도의 최고수. 항상 몸을 떨고 있으며, 학생들을 아끼고 배려해주는 사려 깊은 성격의 소유자이기도 하다. 학교 뒤 텃밭에 미역이나 된장, 쌀겨등을 심는다. 마사루가 섹시코만도부를 홍보할때의 간판을 보고 청년시절의 청춘을 되찾아 붉은 복면을 쓰고 자신을 다나카 수잔 후미코로 가칭하여 가입하게 된다. 그가 교장인것을 모르는 건 마사루 뿐이다.
- 사토 고지로(佐藤 吾次郎 한국 : 사오랑 성우 : 나이토 료)

별명 아프로 (한국 : 꽃다발)
개성을 중요시하는 우등생. 성격이 소심하며 별난 것에서도 아름다움을 찾아내는 능력이 있다. 자신의 개성을 만들기 위해 섹시코만도부에 가입. 현재 머리는 아프로헤어.
- 키타하라 토모에(北原 ともえ 한국 : 도미애 성우 : 코니시 히로코 / 서지연)

별명 모에모에
아버지의 뒤를 이은 마사루 이상의 수염광. 섹시코만도부를 하루 만에 수염부로 바꿔놓았다. 물건을 만드는 솜씨가 뛰어나나, 자주 잃어버린다.
- 마츠타 타츠로(松田 達郎 한국 : 손정달 성우 : 타카하시 히로시 / 주재규)

통칭 토레방 선생님 (한국 : 트레보 선생님)
수염부의 고문. 마사루의 반 담임이기도 하다. 허풍이 심하며, 내숭과 허세로 자신을 치장하고 있다. 언제나 선글라스와 츄리닝복을 입고 있다.
- 메소(メソ 한국 : 무아 성우 : 미나미 오미 / 이용신)

매우 수상한 생명체. 수염부의 마스코트. 메소라는 이름은 마사루가 이 생명체를 보고 ‘메소다!’라고 외쳤기 때문에 붙여진 이름이지, 본명은 아무도 모른다. 등에 지퍼가 있고, 평소엔 ‘메소?’라는 울음소리를 낸다. 머리에 있는 눈썹은 사실 수염이라고 한다.

## 같이 보기
- 우스타 쿄스케
- 삐리리~ 불어봐! 재규어
- 원츄
- 마루미소
- 마-부상